# Sonja Wiedemann
Sonja Wiedemann (* 8. September 1977 in München) ist eine ehemalige deutsche Rennrodlerin.

## Werdegang
Die seit 1986 für die SG Hausham startende Wiedemann trat 1999 durch den sensationellen Gewinn der Weltmeisterschaften im Rennrodeln ins Blickfeld der Öffentlichkeit. Diesen Erfolg konnte sie in den folgenden Jahren nicht bestätigen und scheiterte immer wieder bei der Qualifikation für den Weltcup und Großereignisse an Sylke Otto, Silke Kraushaar, Barbara Niedernhuber, Anke Wischnewski und Tatjana Hüfner.
2001 setzte sie noch einmal ein Ausrufezeichen, als sie überraschenderweise den zweiten Weltcuplauf der Weltcupsaison 2001/02 in Lake Placid in Abwesenheit der vermeintlich besten fünf deutschen Rodlerinnen gewann und somit die von 1997 bis 2010 anhaltende Siegesserie der deutschen Frauen aufrechterhielt.
2005 beendete die in Miesbach lebende Sportsoldatin der Bundeswehr ihre aktive Karriere.

## Erfolge

### Weltcupsiege
Einzel
| Nr. | Datum         | Ort         | Bahn                                              |
| --- | ------------- | ----------- | ------------------------------------------------- |
| 1.  | 12. Dez. 1999 | Calgary     | Bob- und Rennschlittenbahn im Canada Olympic Park |
| 2.  | 14. Jan. 2001 | Innsbruck   | Olympia Eiskanal Igls                             |
| 3.  | 25. Nov. 2001 | Lake Placid | Olympia-Bobbahn Lake Placid                       |